# Корнилий (Синяев)
Митрополит Корни́лий (в миру Владимир Александрович Синяев; 22 декабря 1976, Куйбышев) — архиерей Русской православной церкви, митрополит Архангельский и Холмогорский, глава Архангельской митрополии.

## Биография
Воспитывался в верующей православной семье. В 14 лет в Покровском кафедральном соборе города Куйбышева стал иподиаконом у архиепископа Евсевия.
3 июля 1993 года в Псково-Печерском Свято-Успенском монастыре пострижен архиепископом Евсевием в малую схиму с именем Корнилий.
6 июня 1994 года рукоположён во иеродиакона в Иоанно-Предтеченском храме города Самары.
31 июля 1995 года в Покровском кафедральном соборе рукоположён во иеромонаха и назначен настоятелем Михаило-Архангельского храма села Ореховка Алексеевского района Самарской области.
В 1997 году переведён в клир церкви во имя святых мучениц Веры, Надежды, Любови и матери их Софии города Самары. 22 июня 1999 года назначен настоятелем строящейся церкви во имя святого равноапостольного князя Владимира города Самары.
В 2000 году возведён в сан игумена.
В 2003 году был назначен временным членом Русской духовной миссии в Иерусалиме.
С 1 июня 2007 года — благочинный Самарского городского Приволжского округа Самарской епархии.
15 сентября 2009 года назначен настоятелем прихода во имя святых первоверховных апостолов Петра и Павла города Самары.
С 3 марта 2010 года — благочинный Самарского городского Центрального округа Самарской епархии.
4 апреля 2010 года возведён в сан архимандрита.
Окончил Самарскую духовную семинарию и Киевскую духовную академию. В 2009 году окончил Самарскую гуманитарную академию.

### Архиерейство
Решением Священного синода от 27 июля 2011 года (журнал № 70) избран епископом Волгодонским и Сальским. 9 сентября 2011 года в Тронном зале Патриарших покоев Храма Христа Спасителя Патриарх Московский и всея Руси Кирилл возглавил чин наречения архимандрита Корнилия (Синяева) во епископа Волгодонского и Сальского.
11 сентября 2011 года в Троицком соборе города Щёлково хиротонисан во епископа Волгодонского и Сальского. Хиротонию совершили Патриарх Кирилл, митрополит Крутицкий и Коломенский Ювеналий; управляющий делами Московской Патриархии митрополит Саранский и Мордовский Варсонофий; архиепископ Ярославский и Ростовский Пантелеимон; архиепископ Можайский Григорий; архиепископ Самарский и Сызранский Сергий; архиепископ Истринский Арсений; епископ Илиан (Востряков); епископ Видновский Тихон; председатель Отдела религиозного образования и катехизации Русской православной церкви епископ Ростовский и Новочеркасский Меркурий; епископ Серпуховской Роман; руководитель Административного секретариата Московской Патриархии епископ Солнечногорский Сергий; епископ Шахтинский и Миллеровский Игнатий.
Первую службу в Волгодонске епископ Корнилий провёл 19 сентября 2011 года в храме Рождества Христова.
С 11 по 25 июня 2012 года в Общецерковной аспирантуре и докторантуре проходил курсы повышения квалификации для новопоставленных архиереев.
30 августа 2019 года решением Священного Синода назначен преосвященным Архангельским и Холмогорским, главой Архангельской митрополии, с освобождением от управления Волгодонской епархией. 8 сентября совершил первую Божественную литургию в Ильинском кафедральном соборе столицы Поморья.

## Награды
- Орден преподобного Серафима Саровского II степени (16 октября 2022)[9]